# Cathopsyche reidi
Cathopsyche reidi är en fjärilsart som beskrevs av Watt 1898. Cathopsyche reidi ingår i släktet Cathopsyche och familjen säckspinnare. Inga underarter finns listade i Catalogue of Life.